# Dulovce
Dulovce (em alemão: Neudala; húngaro: Újgyalla) é um município da Eslováquia, situado no distrito de Komárno, na região de Nitra. Tem 12,38 km² de área e sua população em 2018 foi estimada em 1.722 habitantes.

## Demografia
| Ano:        | 1994 | 2004   | 2014   | 2024    |
| ----------- | ---- | ------ | ------ | ------- |
| Broj ljudi: | 1901 | 1859   | 1778   | 1598    |
| Razlika:    |      | -2,20% | -4,35% | -10,12% |

| Ano:               | 2023 | 2024   |
| ------------------ | ---- | ------ |
| Número de pessoas: | 1620 | 1598   |
| Diferença:         |      | -1,35% |